# ماروم يامازاكي
ماروم يامازاكي (山崎 円美) (مواليد 9 يونيو 1990)، هي لاعبة كرة قدم كانت تلعب كلاعب وسط. ولعبت مع منتخب اليابان لكرة القدم للسيدات.

## وصلات خارجية
- ماروم يامازاكي على موقع قاعدة بيانات كرة القدم.إي يو (الإنجليزية)
- ماروم يامازاكي على موقع Soccerway.com (الإنجليزية)
- ماروم يامازاكي على موقع عالم كرة القدم.نت (الإنجليزية)